# Nationaal park North Luangwa
Het nationaal park North Luangwa is een nationaal park in Zambia. Het is het noordelijkste park van de drie parken in de vallei van de Luangwa. Het werd opgericht als wildreservaat in 1938, werd een nationaal park in 1972 en beslaat nu 4.636 km².
Net als het South Luangwa National Park wordt het in het oosten begrensd door de Luangwa, terwijl het in het westen een stuk van het Muchinga-gebergte beslaat. De Mwaleshi stroomt oost-west door het midden van het park, terwijl het gebied ten zuiden ervan een strikte wilderniszone is. Het heeft over het algemeen geleden onder een gebrek aan investeringen en belangstelling in vergelijking met het veel populairdere South Luangwa National Park.

## Biodiversiteit
De verscheidenheid aan vogels en zoogdieren is vergelijkbaar met die in South Luangwa National Park. Er leven onder andere Cooksons gnoe, Crawshays zebra en veel antilopen en vogels. Stroperij is een probleem, waarbij het aantal olifanten in de jaren 1970 en 1980 afnam. De strijd tegen stroperij in het park werd beschreven door Delia en Mark Owens in hun boek The Eye of the Elephant. De populaties hebben zich daarna enigszins hersteld, wat duidt op een oplossing van het probleem. In 2003 werden zwarte neushoorns opnieuw in het park geïntroduceerd. Sinds 2005 wordt het park, samen met South Luangwa National Park, beschouwd als een Lion Conservation Unit.
In het regenseizoen van 1994-1995 werd een onderzoek naar schimmels in het park uitgevoerd, waarbij de nadruk lag op rivierhabitats en miombobossen. De resulterende checklist bevatte 126 soorten uit 33 families. Het zijn bijna allemaal grotere basidiomyceten, met bijzondere nadruk op ectomycorrhizale geassocieerden van miombobomen. Het totale aantal schimmelsoorten in het park ligt waarschijnlijk veel hoger. Het plantenaanbod is vergelijkbaar met dat in South Luangwa National Park.